# Rondonanthus duidae
Rondonanthus duidae är en gräsväxtart som först beskrevs av Henry Allan Gleason, och fick sitt nu gällande namn av Nancy Hensold och Ana Maria Giulietti. Rondonanthus duidae ingår i släktet Rondonanthus och familjen Eriocaulaceae. Inga underarter finns listade i Catalogue of Life.